# Науково-технічна революція
Науко́во-техні́чна револю́ція — якісний стрибок у структурі і динаміці розвитку продуктивних сил, корінна перебудова технічних основ матеріального виробництва на основі перетворення науки в провідний чинник виробництва, у результаті якого відбувається трансформація індустріального суспільства у постіндустріальне. Завдяки науковій революції старі наукові уявлення заміняються частково або повністю новими, з'являються нові теоретичні передумови, методи, матеріальні засоби, оцінки та інтерпретації, погано або повністю несумісні зі старими уявленнями. Так, відрізок часу приблизно від дати публікації роботи Миколи Коперника «Про обертання небесних сфер» (De Revolutionibus), тобто з 1543 р., до діяльності Ісаака Ньютона, твір якого «Математичні начала натуральної філософії» було опубліковано в 1687 році, зазвичай називають періодом «наукової революції».
Зміст «наукової революції» будь-якого періоду полягає в тому, що вчені роблять наукові відкриття в різних областях наук, тобто встановлюють «невідомі раніше об'єктивно існуючі закономірності, властивості та явища матеріального світу, що роблять корінні зміни в рівень пізнання».

## Наукові революції в історії

### Перша науково-технічна революція
Перша науково-технічна революція (XV—XVII століть) відкинула систему Арістотеля і геоцентричне вчення Птоломея, подолала середньовічну схоластику і зусиллями Коперника, Кеплера, Галілея, Декарта, Ньютона та інших вчених створила нові наукові основи математики, астрономії, механіки, медицини, тобто саме природознавство. Цей період характеризується масштабним розвитком промислового виробництва. На зміну феодальній суспільно-економічній формації прийшла капіталістична, що характеризується розвитком продуктивних сил і ускладненням виробничих відносин.

#### Науковий метод

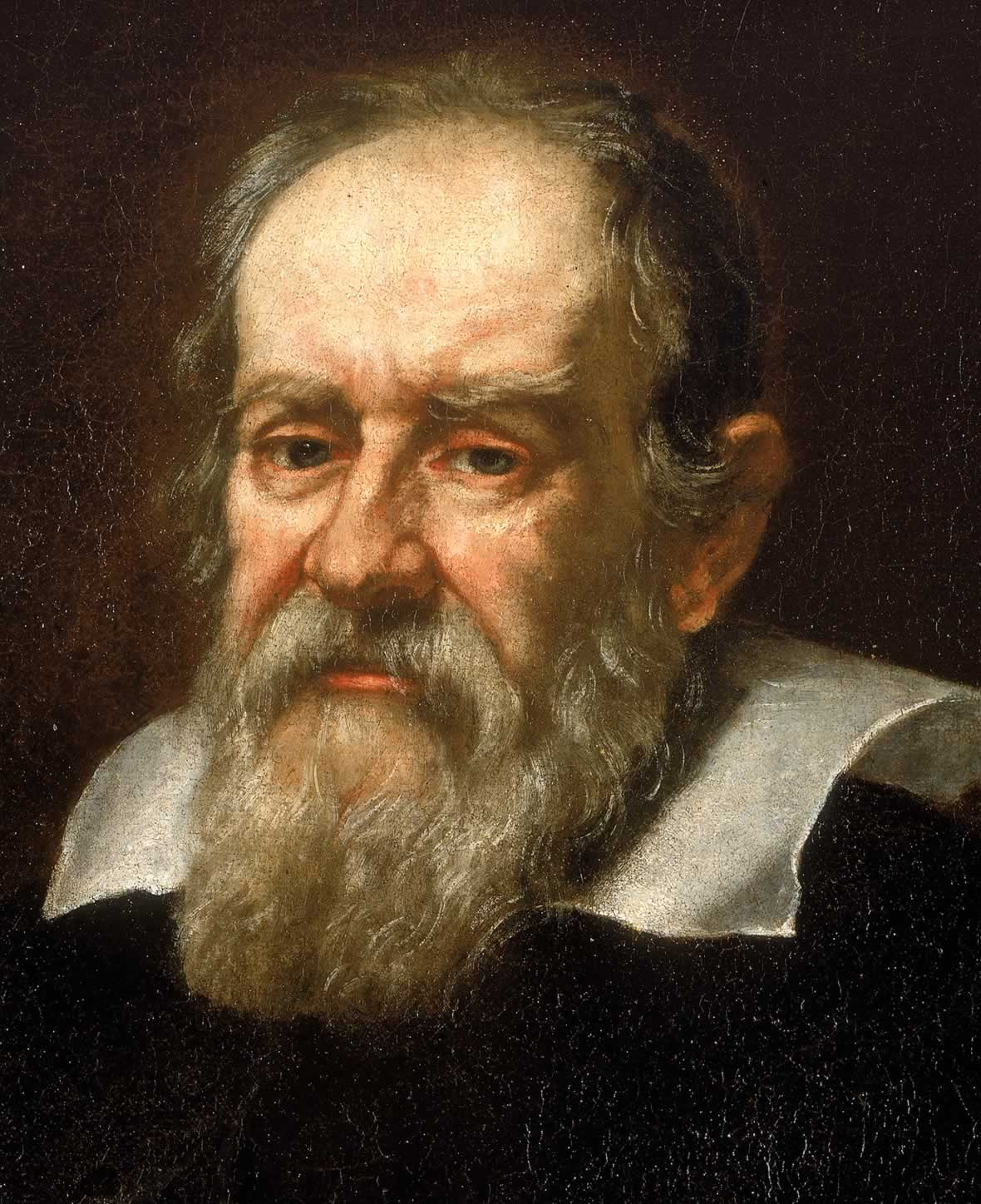
Галілео Галілей

Наукова революція на стику XVII—XVIII століть була революцією методу пізнання і поводження з здобутим знанням, була тісно пов'язана з духом освіти. Причому відбувається вона не через те, що відкрили: великі космологічні і географічні відкриття були зроблені ще в XV і XVI століттях (Христофор Колумб, Васко да Гама, Коперник, Галілей, Йоганн Кеплер). Новою була форма, як робили відкриття: особистим досвідом і спостереженням. Сьогодні це називається «емпіричний метод». Для нас зараз він природний, але в XVII столітті він був тільки визнаний, а поширився у XVIII.
Навчання в університетах того часу було строго ієрархічно організоване. Вони складалися з чотирьох факультетів (як і тепер[коли?]): три вищих (теологія, юриспруденція і медицина) і четвертий підготовчий (studium generale) — філософський, на якому викладали 7 предметів (сім вільних мистецтв — septem artes liberales). Ці предмети, згідно з систематикою Арістотеля, були такими: Trivium (граматика, риторика, діалектика) і Quadrivium (арифметика, геометрія, астрономія, музика). «Trivium» означає по-латині «тридоріжжя», а «Quadrivium» — «чотиридоріжжя». Звідси й слово «тривіальний», що означає «те, що стосується самих азів, початкових дисциплін, які вивчали на самому початку, тобто дуже простий, загальнозрозумілий». Предметів, що викладаються в сучасних університетах — фізика, хімія, біологія, історія, географія, філологія тощо — в університетах того часу не було.
Це було пов'язано з тим, що знання, отримане досвідом, низько цінувалося. Людські органи чуття вважалися поганим приладом для його отримання — дуже вони брехливі. Справжнім і таким, що має загальну силу, вважалося знання, отримане чистою логікою. Знання ж, що йде зі спостереження, вважалося частковим, яке не має загальної цінності. Індуктивний метод — висновок про загальне за окремими спостереженнями — приживався лише дуже поступово.
Зараз науки займаються отриманням знання. Тоді вони займалися його дбайливим зберіганням і передачею далі. Знання зберігалися в канонічних текстах, які трактувалися певним способом і які потрібно було постійно зубрити. Такими текстами були Біблія і античні автори: насамперед Аристотель, важливий для логіки і схоластики, римське право (кодекс Юстиніана), праці Гіппократа. Але всі вони не давали відповіді на нові питання, поставлені спостереженнями. Сучасні наукові дослідження не знаходили собі місця в системі університетських дисциплін, бо ті були традиційними місцями передачі знання, а не досліджень, і викладали вони теоретичне знання, не практичне
Тому більшість учених того часу — вони називали себе „філософами“ — не були прив'язані до університетів. Лише Ісаак Ньютон був професором математики в Кембриджі. Іншою їхньою відмінністю від традиційних вчених було те, що вони не обмежувалися однією якоюсь дисципліною, а прагнули охопити багато чого, як це робив, наприклад, Дені Дідро, який в 1751 році заснував велику знамениту „Енциклопедію“. Для просвітителів було типовим, що їх цікавило загальне знання.
Латина перестає бути науковою мовою — на ній тільки й викладали і писали до початку XVIII століття — і на її місце приходить французька мова. Звичайна ж література, ненаукова, писалася на національних мовах. Серед вчених розгорілася тоді велика суперечка про мови: чи можуть сучасні мови витіснити латинь. На цю тему, та й взагалі про питання переваги між античністю і сучасністю, Джонатан Свіфт, знаменитий просвітитель і автор „Мандрів Гуллівера“, написав, наприклад, сатиричне оповідання „Битва книг“ (The Battle of the books), опубліковане в 1704 р. У Притчі про павука і бджолу, що міститься в цій розповіді, він прекрасно і дотепно висловив суть суперечки між прихильниками античної та сучасної літератури.
За часів середньовіччя речі і явища зазвичай сприймали в їхній неповторності, адже за тогочасного розвитку техніки навіть звичайні ремісничі вироби були несхожими один на одний. Відтак робота вченого полягала насамперед у „колекціонуванні“ знань. Науковці вишукували особливості того чи іншого природного явища, речовини, рослини чи тварини, які відрізняли його від інших і давали підставу знайти для нього певне місце у Всесвіті. А сам Усесвіт видавався сталим, незмінним і досконалим втіленням Божого задуму. За доби Великих географічних відкриттів, з розвитком промислового виробництва і гуртової торгівлі, появою мануфактур і бірж, на яких якість цілих партій товару визначали за одним-єдиним зразком, людина так чи інакше звикала шукати в речах і явищах насамперед типові риси, звертати увагу не лише на якість, але й на кількість, порівнювати і вимірювати. Це спонукало і вчених до більш сміливих порівнянь та узагальнень, тож врешті вони дійшли справді революційного висновку, що вивчати природу можна і потрібно за допомогою математики. А Всесвіт почали сприй- мати як простір, відкритий для руху і взаємодії природних сил і явищ.
Інша принципова відміна від минулого: вчені нового типу прагнули поширювати знання, популяризувати його. Знання не повинно бути більше винятковим володінням деяких посвячених і привілейованих, а повинно бути доступно всім і мати практичну користь. Воно стає предметом суспільної комунікації, громадських дискусій. У них тепер могли брати участь навіть ті, хто традиційно був виключений з навчання — жінки. З'явилися навіть спеціальні видання, розраховані на них, наприклад, в 1737 році книга „Ньютовіанізм для дам“ автора Франческо Альґаротті. Характерне, як Дейвід Х'юм розпочинає своє есе про історію (1741):
|  | Немає нічого, що я б рекомендував більш серйозно своїм читачкам, ніж вивчення історії як науки, що серед всіх інших, найбільш підходяща, як для їхньої статі та освіти, більш повчальна, ніж їхні звичайні книги і розваги, і більш цікава, ніж ті серйозні твори, які зазвичай можна знайти в їхніх книжкових шафах.[10] Оригінальний текст (англ.) There is nothing which I would recommend more earnestly to my female readers than the study of history, as an occupation, of all others, the best suited both to their sex and education, much more instructive than their ordinary books of amusement, and more entertaining than those serious compositions, which are usually to be found in their closets. |
Кульмінацією цього прагнення популяризувати знання стало видання під керівництвом Дідро та д'Аламбера „Енциклопедії“ (1751—1780) в 35 томах. Це був найуспішніший і значний „проєкт“ століття. Ця праця зібрала воєдино все накопичене людством до того часу знання. У ньому доступно пояснювалися всі сторони світу, життя, суспільства, наук, ремесла і техніки, повсякденних речей. Як „Вікіпедія“ зараз. І ця енциклопедія була не єдиною у своєму роді. Їй передували інші, але тільки французька стала такою знаменитою. Так, в Англії Ефраїм Чемберс (Ephraim Chambers, 1680—1740) в 1728 р опублікував двотомну „Ціклопедію“ (Cyclopaedia, що грецькою: „кругове навчання“, слова»-педія" і «педагогіка» — однокореневі). У Німеччині в 1731—1754 рр. Йоганн Цедлер (Johann Heinrich Zedler, 1706—1760) видав «Великий універсальний лексикон» (Großes Universal-Lexicon) в 68 томах. Це була найбільша енциклопедія XVIII століття. У ній було 284.000 ключових слів. До порівняння: у французькій «Енциклопедії» їх було 70.000. Але вона стала знаменитішою, і вже серед сучасників, тому що її писали славнозвісні люди свого часу, і це було всім відомо, а над німецьким лексиконом працювала купа нікому невідомих авторів. По-друге: її статті були більш спірними, полемічними, відкритими духу часу, частково революційними; їх викреслювала цензура, були гоніння. Це надавало їй принади. По-третє: в той час міжнародною науковою мовою була вже французька, а не німецька.
Одночасно з загальними енциклопедіями з'являються і спеціальні, і для різних окремих наук, які тоді переросли в окремий жанр літератури.

###### Відкриття
Як уже говорилося, великі відкриття трапилися ще до першої наукової революції. Вони пов'язані серед іншого з іменами: Коперника, Галілея, Кеплера, Ньютона.
- Коперник (1473—1543) найбільш знаний як автор геліоцентричної системи світу, що поклала початок першій науковій революції.
- Галілей (1564—1642) вивчав проблему руху, відкрив принцип інерції, закон вільного падіння тіл; зробив ряд астрономічних відкриттів за допомогою телескопа.
- Кеплер (1571—1630) встановив три закони руху планет навколо Сонця, створив першу механістичну теорію руху планет, зробив істотний внесок у розвиток геометричної оптики.
- Ньютон (1643—1727) сформулював поняття і закони класичної механіки, математично сформулював закон всесвітнього тяжіння, теоретично обґрунтував закони Кеплера про рух планет навколо Сонця, створив небесну механіку (Закон всесвітнього тяжіння був непорушний до кінця XIX ст.), створив диференціальне й інтегральне числення як мову математичного опису фізичної реальності, автор багатьох нових фізичних уявлень (про поєднання корпускулярних і хвильових уявлень про природу світла і т. д.), розробив нову парадигму дослідження природи (метод принципів) — думка і досвід, теорія і експеримент розвиваються в єдності, розробив класичну механіку як систему знань про механічний рух тіл, механіка стала еталоном наукової теорії, сформулював основні ідеї, поняття, принципи механічної картини світу.

- Механічна картина світу Ньютона:
  - Всесвіт від атомів до людини — сукупність неподільних і незмінних частинок, взаємопов'язаних силами тяжіння, миттєва дія сил в порожньому просторі.
  - Будь-які події зумовлені законами класичної механіки.
  - Всесвіт, всі тіла побудовані з твердих, однорідних, незмінних і неподільних корпускул — атомів.
  - Основа механістичної картини світу: рух атомів і тіл в абсолютному просторі з плином абсолютного часу. Властивості тіл незмінні і незалежні від самих тіл.
  - Природа — машина, частини якої підпорядковуються жорсткій детермінації.
  - Синтез природно-наукового знання на основі редукції (зведення) процесів і явищ до механічних.

Механічна картина світу дала природно-наукове розуміння багатьох явищ природи, звільнивши його від міфологічних і релігійних схоластичних тлумачень. Її недолік — виключення еволюції, простір і час не пов'язані. Експансія механічної картини світу на нові галузі дослідження (хімія, біологія, знання про людину і суспільство). Синонімом поняття науки стало поняття механіки. Проте накопичувалися факти, які не узгоджувалися з механістичною картиною світу і до середини XIX ст. вона втратила статус загальнонаукової.
Джироламо Кардано зробив значний внесок у розвиток алгебри, Франсуа Вієт — основоположник символічної алгебри, Рене Декарт та П'єр Ферма зробили свій внесок у розвиток математики.

### Друга науково-технічна революція
Друга науково-технічна революція (XIX століття) зруйнувала метафізичні ідеї незмінності природи і утвердила діалектичні ідеї загального розвитку і зв'язку у природі на основі атомістичної теорії і періодичного закону в хімії, вчення про збереження і перетворення енергії у фізиці, а також клітинної й еволюційної теорії у біології. Вплив науки ще більше проявляється у розвитку продуктивних сил, з'являються нові галузі виробництва, загострюються суперечності з виробничими відносинами у суспільстві.
- Перехід від класичної науки, орієнтованої на вивчення механічних і фізичних явищ, до дисциплінарно організованої науки.
- Поява дисциплінарних наук та їхніх специфічних об'єктів.
- Механістична картина світу перестає бути загально світоглядною.
- Виникає ідея розвитку (біологія, геологія).
- Поступова відмова експлікувати будь-які наукові теорії в механістичних термінах.
- Початок виникнення парадигми некласичної науки.
- Джеймс Клерк Максвелл та Больцман визнавали принципову допустимість безлічі теоретичних інтерпретацій у фізиці, висловлювали сумнів у непорушності законів мислення, їхній історичності.
- Больцман: «як уникнути того, щоб образ теорії не здавався власне буттям?»

### Третя науково-технічна революція
Третя науково-технічна революція (з кінця XIX століття) почалася з руйнування концепції неподільного атома і створення квантово-механічної системи світосприймання, яка характеризується кількісними фізичними властивостями мікросистем. Під час цієї революції наука проявляє революціонізуючий вплив на розвиток виробництва і виробничих відносин. Науково-технічна революція (НТР) розпочалася у фізиці, поширилася потім на хімію, теоретичну і технічну кібернетику, космознавство та інші науки. До середини 50-х років вона охопила біологію і набула, таким чином, загального характеру.
- Майкл Фарадей — поняття електромагнітного поля.
- Джеймс Клерк Максвелл — електродинаміка, статистична фізика.
- Матерія — і як речовина і як електромагнітне поле.
- Електромагнітна картина світу, закони світобудови — закони електродинаміки.
- Чарльз Лаєлл — про повільну безперервну зміну земної поверхні.
- Жан Батист Ламарк — цілісна концепція еволюції живої природи.
- Маттіас Шлейден, Теодор Шванн — теорія клітини — про єдність походження і розвитку всього живого.
- Юліус Роберт фон Маєр, Джеймс Прескотт Джоуль, Ленц Емілій Християнович — закон збереження і перетворення енергії — теплота, світло, електрика, магнетизм і т. д. переходять одна в іншу і є формами одного явища, ця енергія не виникає з нічого і не зникає.
- Чарльз Роберт Дарвін — матеріальні чинники та причини еволюції — спадковість і мінливість.
- Антуан Анрі Беккерель — радіоактивність.
- Вільгельм Конрад Рентген, Пулюй Іван Павлович — рентгенівські промені.
- Джозеф Джон Томсон — елементарна частинка електрон.
- Ернест Резерфорд — планетарна модель атома.
- Макс Планк — квант дії і закон випромінювання.
- Нільс Бор — квантова модель атома Резерфорда-Бора.
- Альберт Ейнштейн — загальна теорія відносності — зв'язок між простором і часом.
- Луї де Бройль — всім матеріальним мікрооб'єктам притаманні як корпускулярні, так і хвильові властивості (квантова механіка).
- Залежність знання від застосовуваних дослідником методів.
- Розширення ідеї єдності природи — спроба побудувати єдину теорію всіх взаємодій.
- Принцип доповнюваності — необхідність застосовувати взаємовиключні набори класичних понять (наприклад, частинок і хвиль), тільки сукупність взаємовиключних понять дає вичерпну інформацію про явища. Це абсолютно новий метод мислення, що диктує необхідність звільнення від традиційних методологічних обмежень.
- Поява некласичного природознавства та відповідного типу раціональності.
- Мислення вивчає не об'єкт, а те, якою явилася спостерігачеві взаємодія об'єкта з приладом.
- Наукове знання характеризує не дійсність як вона є, а сконструйовану почуттями і розумом дослідника реальність.
- Теза про непрозорість буття, що блокує можливості суб'єкта пізнання реалізовувати ідеальні моделі і проєкти, що виробляються раціональним свідомістю.
- Допущення істинності кількох відмінних одна від одної теорій одного і того ж об'єкта.
- Відносна істинність теорій і картини природи, умовність наукового знання.

Про відносність істини і умовність наукового знання писав американський фізик Річард Фейнман:
«Ось чому наука недостовірна. Як тільки ви скажете щось про область досвіду, з якої безпосередньо не стикалися, ви відразу ж втрачаєте впевненість. Але ми обов'язково повинні говорити про ті області, які ніколи не бачили, інакше від науки не буде пуття. Тому, якщо ми хочемо, щоб від науки була якась користь, ми повинні будувати здогади. Щоб науці не перетворитися на прості протоколи виконаних дослідів, ми повинні висувати закони, що поширюються на ще незвідані області. Нічого поганого тут немає. Тільки наука через це виявляється недостовірною, а якщо ви думали, що наука достовірна — ви помилялися».

### Четверта науково-технічна революція
Четверта науково-технічна революція (з середини XX століття) охопила інтелектуальну діяльність, починаючи з інформаційних образів в економіці, штучного інтелекту у нових технологіях і продовжується в біології, інформатизації суспільства, розвивається світова глобалізація у науці і техніці.

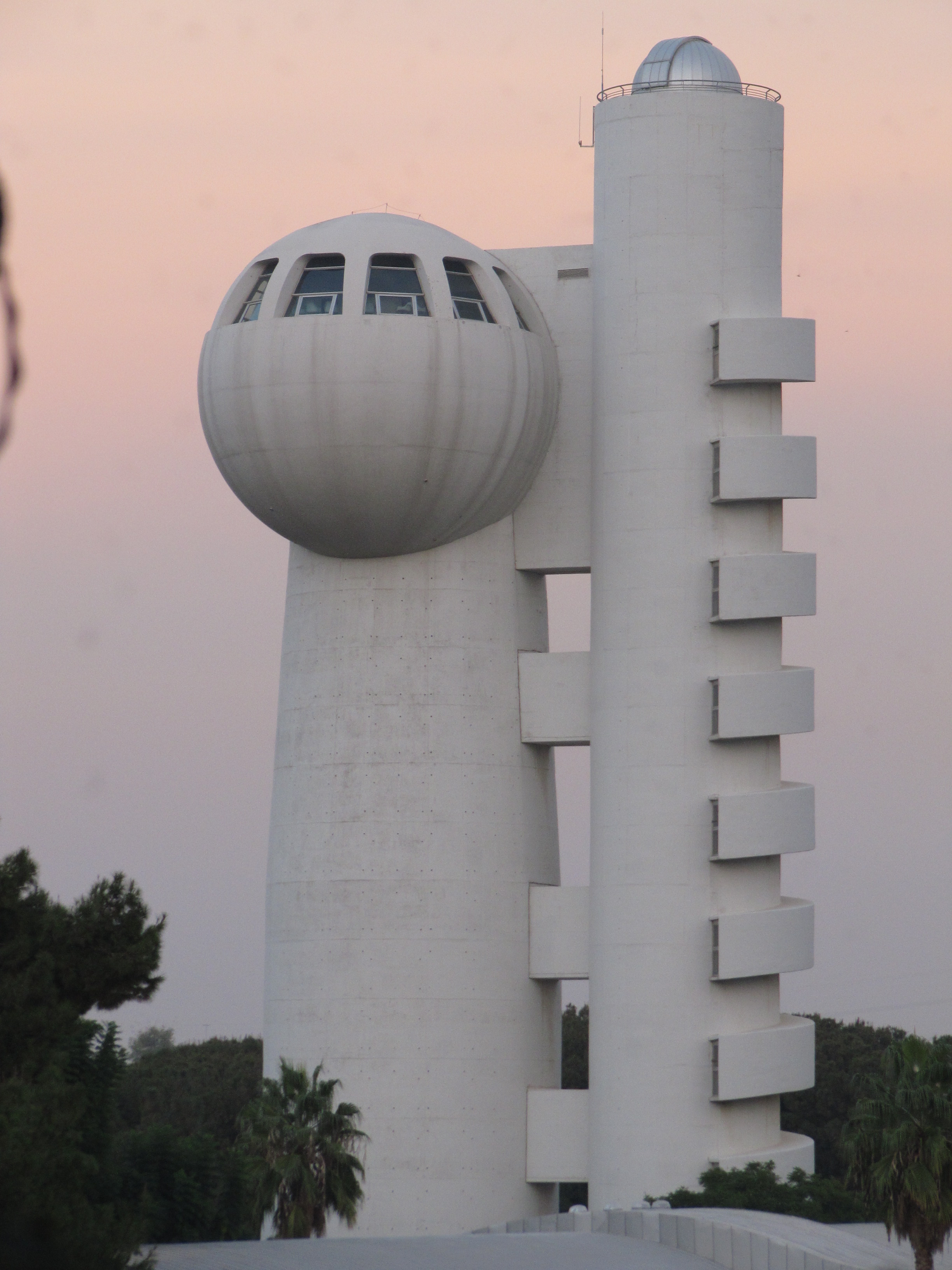
Прискорювач заряджених частинок в Інституті Вейцмана

Хто володіє інформацією, той володіє світом — так характеризується інформаційна революція, яка поширюється у всіх галузях науки, техніки, виробництві, соціології, суспільстві.
Розвиток науки і техніки пов'язаний з ускладненням методів і форм наукових досліджень, використанням складної апаратури (атомних реакторів, прискорювачів елементарних часток, машинних комплексів та ін.). В сучасних умовах масштабні наукові дослідження провадяться великими колективами, а вчений є їхнім активним учасником. Таким чином, науково-технічна революція зумовила індустріалізацію науки.
- Об'єкти її вивчення: системи, що історично розвиваються (Земля, Всесвіт і т. д.)
- Синергетика, яка базується на уявленні самоорганізації систем, які історично розвиваються та здійснюють перехід від одного відносно стійкого стану до іншого, і при цьому з'являється нова рівнева організація елементів системи та їхня саморегуляція.
- Вплив суб'єкта пізнання на такого роду системи може стати тим «невеликим випадковим впливом», який зумовить необоротний (і небажаний для дослідника) перехід системи з одного рівня організації на інший.
- Історична реконструкція як тип теоретичного знання стала використовуватися в космології, астрономії та фізиці.
- Суб'єкт пізнання не є зовнішнім спостерігачем, існування якого байдуже для об'єкта.
- Наука вперше звертається до вивчення систем, що історично розвиваються, безпосереднім компонентом яких є сама людина: біосфера (глобальна екологія), медикобіологічних та біотехнологічних (генна інжеренія) об'єктів і т. д.
- При вивченні такого роду складних систем ідеал ціннісно-нейтрального дослідження неприйнятний.
- Раціональне пізнання втрачає пріоритет перед дораціональними і позараціональними пізнавальними формами.
- Космологія як наукова дисципліна.
- Теорія еволюції Всесвіту сприяє появі в постнекласичному типі раціональності елементів античної раціональності.

## Основні риси
Основними рисами НТР є:
- швидкість розвитку науки, перетворення науки в безпосередню виробничу силу;
- всеосяжність;
- зміна технічної та технологічної бази господарства світу.

## Вплив на світове господарство
Складові частини НТР — це система науки, техніки, технології, виробництва і управління. НТР впливає на зміни в розміщенні господарства світу — на його галузеву та територіальну структуру. Цей вплив виявляється так:
- базові матеріалоємні галузі промисловості переорієнтовуються з місцевої сировини до ринків збуту. Більшість районів, що зараз розвиваються, не мають сировинних баз;
- основними центрами і регіонами розміщення виробництва стали території з високим науковим потенціалом; перспективною формою територіальної організації науково-виробничих комплексів стали технополіси;
- розвиток світового господарства призвів до високої територіальної концентрації виробничої діяльності та населення;
- при розміщенні господарства в економічно розвинутих країнах орієнтуються на використання висококваліфікованої робочої сили або на дешеву робочу силу в країнах, що розвиваються;
- передбачаються жорсткі санкції за забруднення навколишнього середовища (Кіотський протокол).

## Наукова революція в Україні
З'ясовуючи причини швидких темпів економічного зростання провідних країн Заходу, М. Хрущов та його оточення в 1954 році зосередили свою увагу на розгортанні науково-технічної революції в країні. Радянські вчені, проаналізувавши півтора десятка визначальних напрямків науково-технічного прогресу, дійшли невтішного висновку, що майже в усіх з них, за винятком одного - двох, СРСР поступається країнам-лідерам. Після детального розгляду цих питань на пленумі ЦК в липні 1955 року ставлення партійного керівництва до наукових досліджень помітно змінилося. Істотно збільшуються бюджетні витрати на науку. Фактично в повному обсязі стали фінансуватися наукові установи військово-промислового комплексу. Науковці вперше дістали змогу під час закордонних відряджень ознайомлюватися з новітніми науковими досягненнями.
Провідну роль у розвитку науки в республіці, безсумнівно, відігравала Академія наук України, президентом якої з 1946 по 1962 pp. був О. Палладін, а з 1962 року Б. Патон. Десятиліття, що минуло після 1955 року, стало найбільш динамічним і результативним у розвитку науки в Україні. 1957 року в складі АН УРСР створюється обчислювальний центр на чолі з молодим математиком В. Глушковим, який досліджував низку важливих оборонних проблем, розробляв теорію швидкочиних ЕОМ. Саме тут стала активно розвиватися кібернетика, яка так нещадно переслідувалася за часів Й. Сталіна, а в 1962 році центр був перетворений на Інститут кібернетики. Під керівництвом Б. Патона Інститут електрозварювання розробляє ряд нових технологій і виводить радянську науку в цій галузі на провідні позиції у світі. Величезну роботу з проблем розвитку атомної енергетики проводив фізико-технічний інститут у Харкові на чолі з І. Курчатовим.
Інститут механіки АН УРСР розробляв ефективні рекомендації щодо створення міжконтинентальних ракет. Українські науковці багато зробили для розвитку космонавтики. Вони безпосередньо причетні до запуску штучного супутника Землі в жовтні 1957 року й польоту в космос першої людини — Юрія Гагаріна.
В Інституті фізики в 1960 році створено ядерний реактор, за допомогою якого здійснювалися наукові дослідження в галузі фізики атомного ядра. Вагомим був внесок українських учених у медицину. У середині 50-х pp. під керівництвом М. Амосова запроваджено нові методи хірургічного лікування серцевих захворювань. 
Процеси лібералізації, що широко розгорнулися в країні за часів М. Хрущова, не могли не торкнутися й гуманітарних наук.
У цей період науковці вперше отримали можливість досліджувати архівні джерела радянської доби. Унаслідок цього значно розширилася тематика наукових пошуків, нерідко її спрямованість визначали самі дослідники. 1957 року в Україні були засновані спеціалізовані журнали академічних установ гуманітарного профілю — «Український історичний журнал», «Радянське право», «Економіка Радянської України», «Народна творчість та етнографія». У цей час почали формуватися, а згодом і друкуватися, змістовні збірники архівних джерел, розпочинається копітка робота над виданням першої багатотомної «Української радянської енциклопедії».
Зрозуміло, що партійні діячі, як і раніше, ретельно стежили за тим, щоб суспільствознавці не торкалися заборонених тем та історичних постатей, не піддавали критиці партійні органи та їхню діяльність, а боролися з «фальсифікаторами», ідейними ворогами КПРС.